# Гёта-канал
Гёта-кана́л (швед. Göta kanal — Йёта-каналь) — судоходный канал в Швеции, соединяющий озеро Венерн с Балтийским морем.
Общая протяжённость 190 километров из них 87 км проложены по искусственному руслу. На канале имеется 58 шлюзов.
Гёта-канал вместе Тролльхетте-каналом и озером Венерн образуют водный путь длиной 390 км, известный как «Голубая лента Швеции» (швед. Sveriges Blå Band), так как он, пересекая территорию Швеции, соединяет Северное море с Балтийским.
Существует заблуждение, что весь этот водный путь и есть Гёта-канал, и, таким образом, Тролльхетте-канал — это часть Гёта-канала. В действительности же эти оба канала совершенно отдельные обособленные системы.

## История

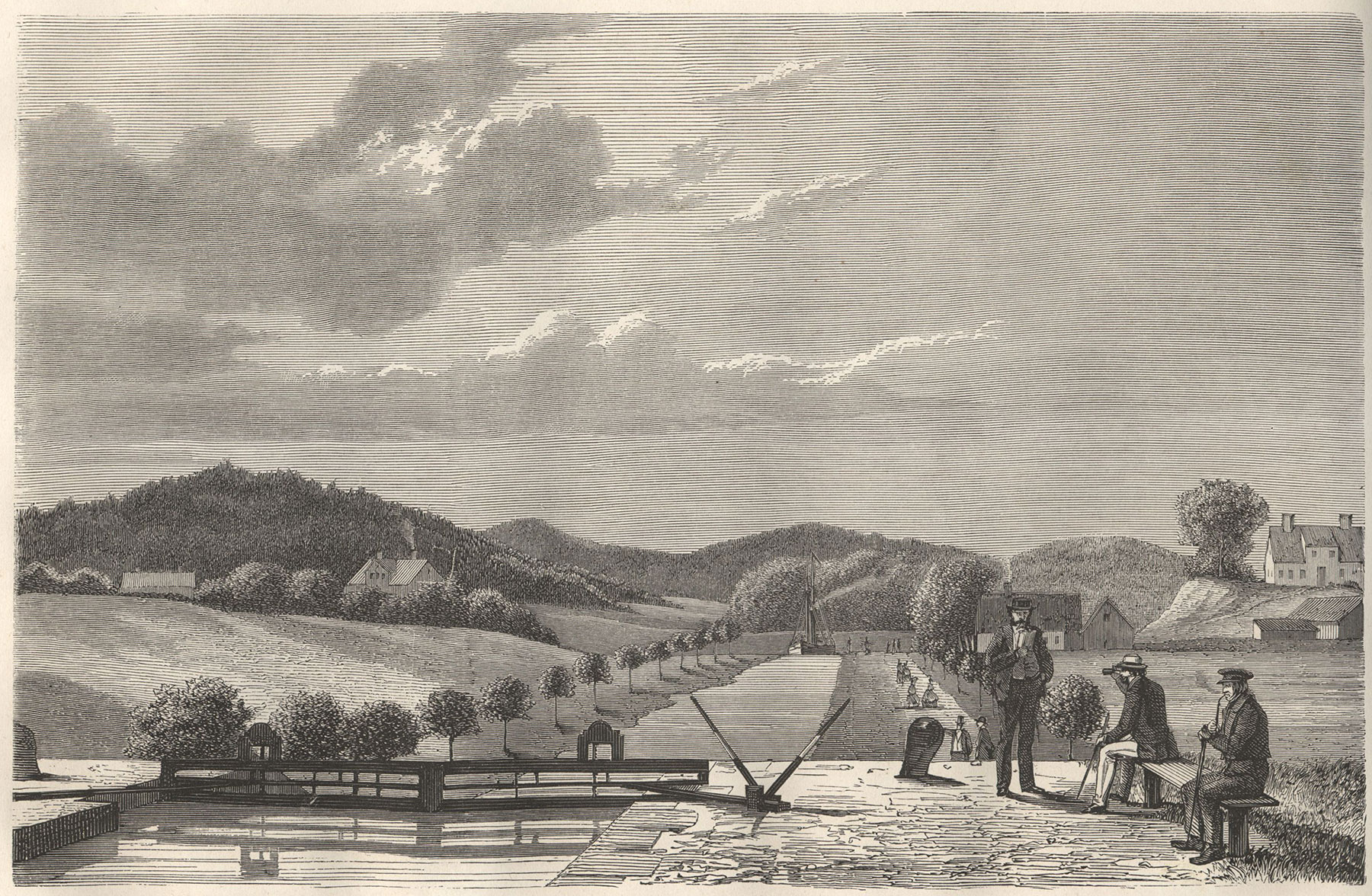
Гёта-канал на гравюре 1865 года

С целью улучшения транспортной ситуации в стране епископ Ханс Браск в 1516 году предложил идею постройки судоходного канала между озером Веттерн и Балтийским морем. Позднее, в 1526 году, в своём новом предложении он к этому маршруту добавил и озеро Венерн. Другим существенным побудительным фактором к постройке такого канала была Зундская пошлина, взимавшаяся Данией с 1429 года за проход иностранных судов через пролив Эресунн (Зунд).
Инициатором проекта был контр-адмирал, член правительства Швеции граф Бальцар фон Платен, ставший председателем правления Гёта-канала. Он организовал разработку проекта и получил необходимую финансовую и политическую поддержку. Его планы привлекли поддержку правительства и нового короля Карла XIII, который видел канал как способ модернизации Швеции. Первоначальный проект канала был доработан известным шотландским инженером и архитектором Томасом Телфордом.
Строительство канала началось в 1810 году и продолжалось 22 года. В 1832 году канал был официально открыт.
Общие трудозатраты оцениваются в 7 000 000 человеко-дней при длительности рабочего дня 12 часов. По некоторым оценкам, в строительстве канала принимало участие около 60 000 человек, из них 58 000 солдат из 16 полков. Кроме того, известно, что в строительстве канала принимали участие вольнонаёмные работники, а также использовались бывшие русские солдаты, вероятно, дезертиры. Ряд источников предполагает, что эти русские работники работали на стройке канала добровольно. Также существует мнение, что это были военнопленные, получавшие некоторую плату за свой труд.
В XIX веке канал был важной транспортной артерией Швеции. С развитием железнодорожного и автомобильного транспорта между Гётеборгом и Стокгольмом он начал утрачивать стратегическое значение. В настоящее время это один из главных туристических маршрутов Швеции.

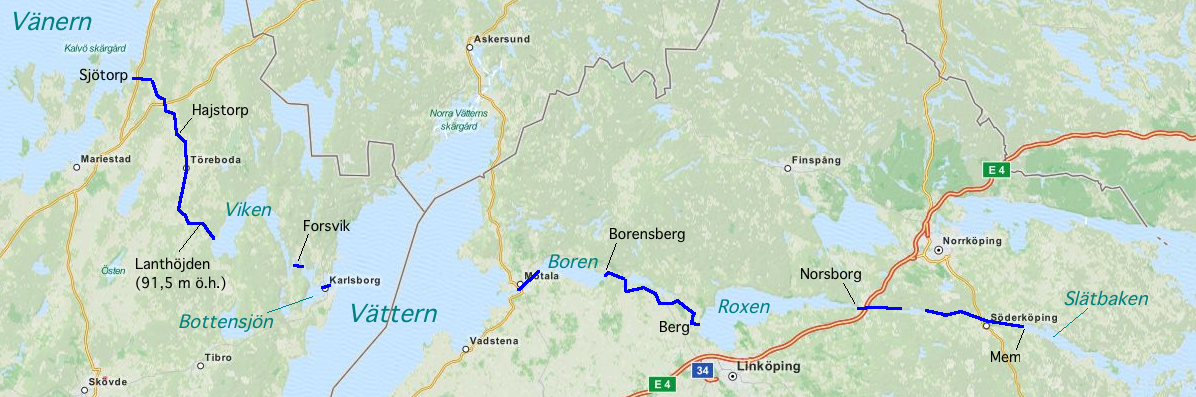
Гёта-канал на карте (выделен синим)

## Факты
- На берегу канала установлен памятник зайцам[13].
- Высшая точка канала (91,8 метров над уровнем моря) — озеро Викен[14].
- Могила Бальцара фон Платена (1766—1829), руководившего сооружением Гёта-канала, находится на берегу канала в городе Мутала. Место захоронения расположено на гранитной террасе, от неё по борту канала к воде спускается каменная лестница, завершающаяся причалом. Рядом с Бальцаром фон Платеном похоронены ряд членов его семьи, в том числе его сын, тоже Бальцар фон Платен (1804—1875), возглавивший после смерти отца строительство канала и завершивший его в 1832 году, а в 1855-1857 гг. бывший президентом Компании Гёта-канала[15].